# Mémorial de la France combattante
Mémorial de la France combattante to je najvažniji spomenik posvećen francuskim vojnicima Drugog svjetskog rata (1939. – 1945.). Nalazi se ispod utvrde Fort Mont-Valérien u Suresnesu, na zapadnoj periferiji Pariza.
Spomenik je posvećen pripadnicima oružanih snaga Francuske i kolonija, kao i pripadnicima francuskog Pokreta otpora. Petnaest predstavnika francuskih heroja pokopano je ovdje na raskošnoj ceremoniji 11. studenog 1945.
Spomenik je otvoren 18. lipnja 1960. Na njegovim zidovima nalazi se šesnaest brončanih reljefa koji alegorijski predstavljaju različite faze, lokacije i sudionike borbi.

## Vanjske poveznice
- (fr.) Službena stranica muzeja